# ارنی هارپر
ارنی هارپر (انگلیسی: Ernie Harper؛ ۳ اوت ۱۹۰۲ – ۹ اکتبر ۱۹۷۹ (aged 77)) ورزشکار دو و میدانی اهل بریتانیا بود.